# Nissan Laurel
O Laurel é um carro fabricado pela Nissan. O modelo possui 8 versões. A produção do Laurel começou em 1968 e parou em 2002.

## Galeria
- Primeira geração (1968-1972)
- Segunda geração (1972-1977)
- Terceira geração (1977-1980)
- Quarta geração (1980-1984)
- Quinta geração (1984-1989)
- Sexta geração (1989-1993)
- Sétima geração (1993-1997)
- Oitava geração (1997-2002)